# تازه‌آباد (رضوان‌شهر)
تازه‌آباد، روستایی از توابع دهستان گیل دولاب بخش مرکزی شهرستان رضوان‌شهر در استان گیلان ایران است.

## زبان
مردم روستای تازه‌آباد گیلک هستند و به زبان گیلکی سخن می‌گویند.

## جمعیت
این روستا در دهستان گیل دولاب قرار دارد و براساس سرشماری مرکز آمار ایران در سال ۱۳۸۵، جمعیت آن ۳۹۷ نفر (۱۱۰خانوار) بوده‌است.